# Philanthaxia lombokana
Philanthaxia lombokana is een soort prachtkever uit het geslacht Philanthaxia die voorkomt in op het Indonesische eiland Lombok. Hij werd voor het eerst beschreven in 2011.
P. lombokana is een kever van 6,7 tot 10,1 millimeter lang. De rug van het mannetje is bronskleurig met een paarse glans. De voorkant van de kop is goud-groen, de bovenkant bronskleurig. Vrouwtjes hebben een paars-bronzen kleur, de dekschilden hebben op de zijkant een blauw-violette kleur. Het scutellum is goud-groen. De poten en voelsprieten zijn in beide geslachten zwart met een bronskleurige schijn. De buik is zwart met een koperen schijn. Op de buik staan een aantal fijne, liggende, witte haren.
De soortaanduiding lombokana verwijst naar het eiland Lombok.